# Aspidiphorus
Aspidiphorus es un género de coleóptero de la familia Sphindidae.

## Especies
Las especies de este género son:
- Aspidiphorus asiaticus
- Aspidiphorus bhuswargabasi
- Aspidiphorus bhutia
- Aspidiphorus confusus
- Aspidiphorus dravida
- Aspidiphorus howensis
- Aspidiphorus humeralis
- Aspidiphorus japonicus
- Aspidiphorus lareyniei
- Aspidiphorus maheswar
- Aspidiphorus minimus
- Aspidiphorus nigriclavus
- Aspidiphorus orbiculatus
- Aspidiphorus perexiguus
- Aspidiphorus quadriguttatus
- Aspidiphorus sakaii
- Aspidiphorus spissus
- Aspidiphorus uma